# Teatre Emilio Gavira
El Teatre Auditori Municipal d'Alcázar de San Juan, anomenat Teatre Emilio Gavira des del 28 de juliol de 2021, és un equipament teatral situat en el carrer Lepanto, núm. 17, d'aquesa localitat de la província de Ciudad Real.
Va ser inaugurat el 16 de juny de 1999 i va ser rebatejat en honor a l'actor Emilio Gavira, criat al municipi. És membre de la xarxa de teatres de Castella - la Manxa. Compta amb 846 butaques.